# Brock Lesnar
Brock Lesnar (født 12. juli 1977) er en amerikansk wrestler og tidligere MMA-kæmper. Han wrestler i verdens førende wrestlingpromotion, WWE, hvor han er en tidligere firdobbelt verdensmester. Inden for MMA er han også en tidligere UFC-verdensmester.
Efter en succesrig amatørbrydningskarriere skrev Brock Lesnar kontrakt med WWE (dengang kendt som World Wrestling Federation) i 2000. Han fik sin debut på WWE's ugentlige tv-programmer i 2002, hvor han i sit første år vandt WWE Championship tre gange, samt den traditionsrige King of the Ring-turnering. Han vandt sin første VM-titel i en alder af 25 år, hvillket gjorde ham til verdenshistoriens yngste verdensmester. I 2003 vandt han den traditionsrige Royal Rumble match og besejrede den olympiske mester Kurt Angle i en VM-titelkamp i WrestleMania XIX's main event i 2003.
Lesnar forlod WWE efter sin WrestleMania XX-kamp mod Goldberg. Han gik efter at gøre karriere i den amerikanske fodboldliga, NFL. Han spillede kortvarigt for Minnesota Vikings mellem 2004 og 2005.
I 2005 vendte Brock Lesnar tilbage til wrestling og skrev kontrakt med den japanske wrestlingpromotion, New Japan Pro Wrestling (NJPW), hvor han vandt IWGP Heavyweight Championship i sin debutkamp.
Efter endnu et farvel til wrestling satsede Brock Lesnar på at gøre karriere inden for MMA. Han vandt sin første kamp i 2007. Derefter skrev han kontrakt med Ultimate Fighting Championship (UFC) i oktober 2007. Selv om han tabte sin første kamp i UFC, lykkedes det ham at vinde VM-titlen i november 2008 ved at besejre Randy Couture. Han tabte UFC Heavyweight Championship til Cain Velasquez og indstillede karrieren som MMA-kæmper i 2011.
Lesnar blev en kæmpe økonomisk sensation i UFC. Han deltog i de fem bedst sælgende pay-per-view-shows i UFC's historie. Derved blev han den højest betalte UFC-kæmper i 2010 og blandt verdens bedst betalte sportsatleter i verden ifølge ESPN.
I 2012 vendte Lesnar endnu en gang tilbage til wrestling. Efter otte års fravær vendte han tilbage til WWE. Ved WrestleMania XXX i 2014 besejrede han The Undertaker og endte dermed hans sejrsrække, der lød på 21-0 i WrestleMania-sammenhæng. I august 2014 vandt han WWE World Heavyweight Championship for fjerde gang ved at besejre den 16-dobbelte verdensmester John Cena ved WWE's SummerSlam. Lesnar forsvarede VM-titlen i WWE indtil WrestleMania 31 i 2015.

## VM-titler
Brock Lesnar er en 4-dobbelt verdensmester i WWE.
| Nr. | VM-titel                           | Modstander                | Dato               | Show            | Efterfølger    |
| --- | ---------------------------------- | ------------------------- | ------------------ | --------------- | -------------- |
| 1   | WWE Championship                   | Dwayne "The Rock" Johnson | 25. august 2002    | SummerSlam      | Big Show       |
| 2   | WWE Championship                   | Kurt Angle                | 30. mars 2003      | WrestleMania 19 | Kurt Angle     |
| 3   | WWE Championship                   | Kurt Angle                | 18. september 2003 | Smackdown       | Eddie Guerrero |
| 4   | WWE World Heavyweight Championship | John Cena2                | 17. august 2014    | Summerslam      | Seth Rollins   |